# 亥
亥（ㄏㄞˋ）是地支之一，通常當為地支的第12位，但因地支循環使用的原因，所以其前為戌、其後為子。亥月从立冬（公历11月7±1日）当日开始到大雪（公历12月7±1日）前一天为止，大致為農曆十月，亥時為二十四小時制的21:00至23:00，在方向上指西北偏北。五行裡亥代表水，陰陽學說裡亥為陰。
亥有關閉之意，因此亦指草木缺乏生命力並且完全枯萎的狀態。在後世，人們為了便於記憶，因此將每一地支順序對應每一生肖，所以亥與十二生肖的豬搭配，在二十八宿的對應是室宿（室火猪）。

## 含亥的干支
- 乙亥
- 丁亥
- 己亥
- 辛亥
- 癸亥